# 英国驻温州领事馆
英国驻温州领事馆是英国政府驻中国浙江温州的正式外交机构，于1877年设立，1900年裁撤，1924年正式撤销，期间共有12任领事。领事馆旧址位于温州江心屿，是全国重点文物保护单位，现辟为温州近代开埠史馆。

## 领事馆历史
1876年（光绪二年），大清帝国与大英帝国签订《烟台条约》，规定“在于湖北宜昌、安徽芜湖、浙江温州、广西北海四处添开通商口岸，作为领事官驻扎之所”:122。次年，温州正式开埠，设立海关和英国领事馆。领事馆地址设在江心屿，阿查立为首任领事。:152
1900年（光绪二十六年），受庚子教案影响，温州城内的西方人全部离开:155，温州领事馆也随之裁撤，改由英国驻宁波领事馆兼理。1924年（民国十三年），英国驻温州领事馆正式撤销。:152
设立期间，英国驻温州领事馆还受德国、奥匈帝国、西班牙、瑞典-挪威之委托，兼理其在温事务。:153
| 上任年份 | 姓名   | 原文名                   | 备注 |
| -------- | ------ | ------------------------ | ---- |
| 1877年   | 阿查立 | Chaloner Alabaster       |      |
| 1878年   | 霍必澜 | Pelham Laird Warren      | 署理 |
| 1880年   | 施维祺 | W. Gavin Stronach        | 署理 |
| 1883年   | 庄延龄 | Edward Harper Parker     | 署理 |
| 1885年   | 施维祺 | W. Gavin Stronach        |      |
| 1890年   | 谢立山 | Alexander Hosie          | 署理 |
| 1891年   | 胡力穑 | Richard Willet Hurst     | 署理 |
| 1893年   | 满思礼 | Robert William Mansfield |      |
| 1894年   | 富美基 | M. F. A. Fraser          |      |
| 1895年   | 傅夏礼 | Harry Halton Fox         | 署理 |
| 1896年   | 爱尔敦 | William Scrope Ayrton    |      |
| 1900年   | 额必廉 | Pierce O'Brien-Butler    |      |

## 领事馆建筑

### 建筑历史
英国驻温州领事馆设立之初，馆址位于江心屿孟楼（浩然楼）。1894年（光绪二十年），英人在江心屿东塔山脚下，兴建一座五间三层西式楼房，作为领事馆。次年又在东侧兴建一座三间两层楼房，作为警卫人员住所（俗称“巡捕房”）。:153
1924年，英领馆正式撤销后，原领事馆建筑售与瓯海关税务司。:1521956年，领事馆旧址改属温州市总工会，就地设立江心工人疗养院。在1号楼（原领事馆）和2号楼（原巡捕房）外，另建3号楼。:154
2009年，领事馆旧址在经过二手转租后，改造为商务会所“九号公馆”。随着中国共产党开展整治“会所中的歪风”活动，该会所于2014年初停止营业。
2016年，市总工会在租期到期后收回了领事馆旧址的使用权，拟将其建为温州近代史陈列室。经过三年的修缮、征集资料、布展后，2019年10月，英国驻温州领事馆旧址辟为温州近代开埠史馆，正式对外开放。

### 建筑特色
英国驻温州领事馆建筑，是温州最早、最典型的外廊式建筑。1号楼建筑面积409平方米，阔15米，深11米，高三层，约14.5米。砖木结构，清水墙面。平面方整，分为五间，中间为小门厅和主楼梯，东西各两大开间，主入口朝南。平面南侧前设通长的外廊，门厅和房间都开门与外廊相通。外廊也是楼房的正立面，装饰精细，是最有特色的一面。三层外廊的南面都由6根砖垛分出五个拱券，左右各两小，中间一大，东西面也各有一拱券。层数越高，拱高越小，拱顶也越平缓。二层居中拱券为大拱券下罩两小拱，中间立一石柱。二、三层外廊有青石栏杆。屋顶为四坡带歇山顶，覆以涂红瓦楞白铁皮。2号楼较1号楼矮小，建筑形式基本一致。:154

### 文物保护
1997年，英国驻温州领事馆旧址登录第四批浙江省文物保护单位。2019年，登录第八批全国重点文物保护单位。